# Famille Basadonna
 (mai 2015).
La famille Basadonna, anciennement Cà d'Amore, originaire d'Altino.

## Historique
Elle reçoit le titre de tribun de plusieurs îles. Elle appartient à la noblesse de Venise à l'issue de la guerre de Gênes en 1310 et elle fourni des sujets aux principales charges de l'État.

## Personnalités
- Pietro Basadonna, ambassadeur auprès du pape Clément X, créé cardinal ;
- Gerolamo Basadonna, son fils, Procurateur de Saint-Marc et candidat à l'élection de doge de Venise.

## Armes

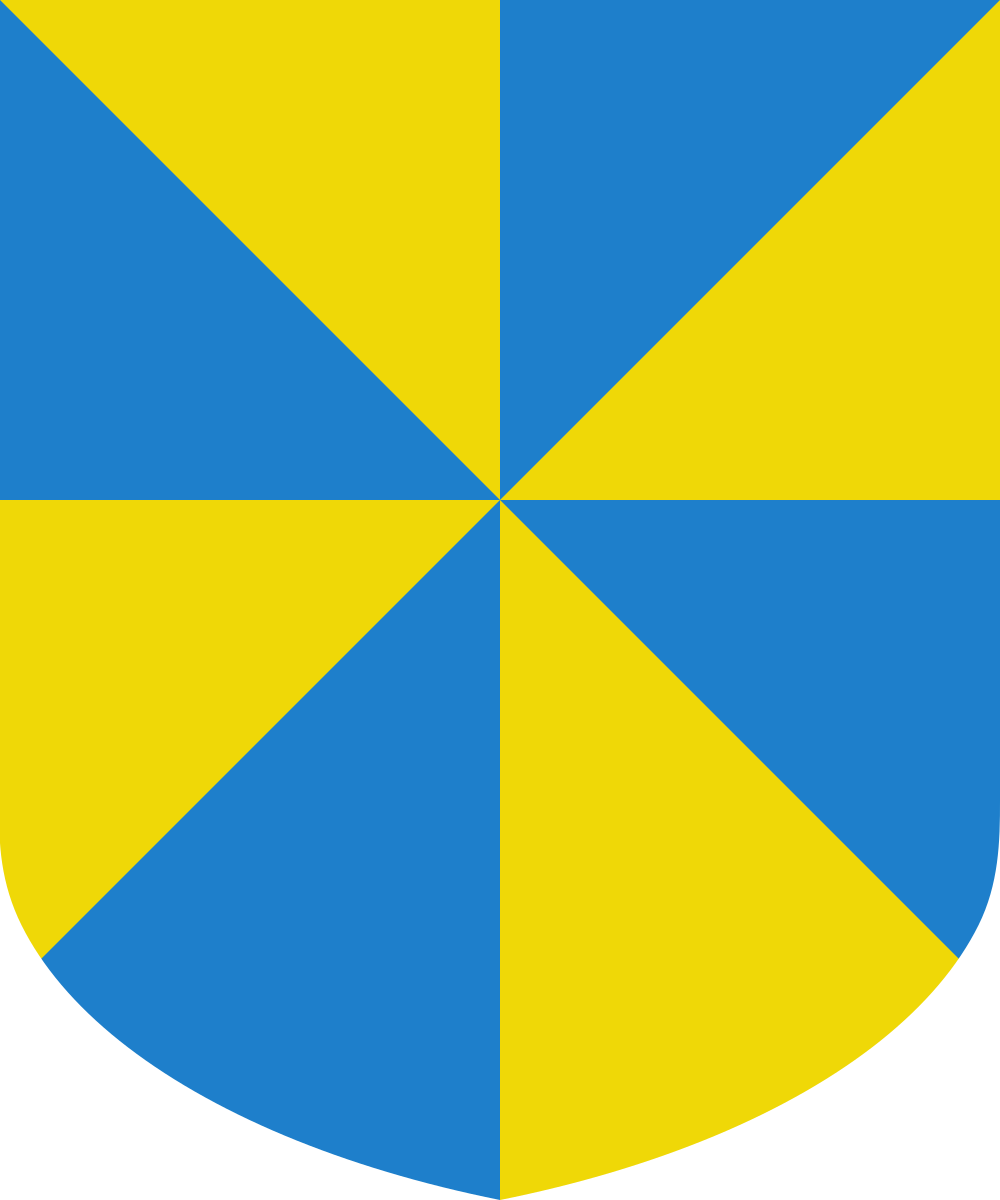
Armes des Basadonna.

Les armes de la famille se blasonnent ainsi d'une gironne d'or et d'azur de huit pièces. Quelques branches écartèlent ou portent en cœur l'aigle impériale et les fleurs de lys par concession des empereurs et des rois de France, auprès desquels leurs aïeux furent ambassadeurs de la République.